# Jahnstadion Regensburg
Het Jahnstadion Regensburg is een stadion in de Duitse stad Regensburg, Beieren. Het stadion is de thuishaven van de voetbalclub Jahn Regensburg. Het stadion werd in 2015 gebouwd en verving het oude Jahnstadion.
Het stadion beschikt 15.224 plaatsen, waarvan ongeveer 6000 staanplaatsen. Alle plaatsen zijn overdekt.